# Арсланов, Мухамед Нуриахмедович
 Мухамед Нуриахмедович Арсланов  (1910—2001) — народный художник Башкирской АССР (1968), народный художник РСФСР (1980), один из основоположников башкирского театрально-декорационного искусства.

## Биография
Мухамед Нуриахмедович Арсланов родился в 1910 г. в многодетной крестьянской семье в деревне Мамяково Уфимской губернии (ныне Кушнаренковский район Республики Башкортостан). Он был девятым ребёнком с семье — первые пять сыновей (умерли в раннем детстве), три дочери — Шакира, Рахиля, Рахима и сын Мухамед.
С 1926 по 1929 годы учился на художественном отделении Уфимского техникума искусств.
Окончил 4 курса Института живописи, скульптуры и архитектуры им. И. Е. Репина ("Институт пролетарских изобразительных искусств) в г. Ленинграде в 1934 г. по классу профессора Френца Р. Р.   Среди его учителей были — К. Петров-Водкин, академик И. Бродский, А. Богушев. Встречался он в институте и с М. Горьким.  В 1932 году родителей Арсланова раскулачили, а его, как скрывшего своё социальное происхождение, в 1934 году исключили из института живописи. После исключения из института он вернулся в Уфу и начал работать в театре.
В 1934—1936 годах работал в первом Башкирском колхозно-совхозном театре (Баймак). Художник театра. Основное направление деятельности — оформление монументальных спектаклей.
В 1936—1944 годах работал  в Башкирском академическом театре драмы, одновременно с 1938 года — в Башкирском государственном театре оперы и балета.
Более 30 лет, с 1944 г., был главным художником Башкирского театра оперы и балета. В 1976 г. ушёл на пенсию. Арсланов — один из основоположников башкирского театрально-декорационного искусства.
Избирался в члены правления Союза художников СССР, башкирского Союза художников (в 1954—55 гг. был его председателем), в члены Художественного Совета при Министерстве культуры Башкирской АССР.  В 70-х годах преподавал  на художественном отделении Уфимского института искусств.
Член Союза художников с 1937 г.
Работы выдающегося художника-сценографа хранятся в Государственном центральном театральном музее имени А. А. Бахрушина, Государственной Третьяковской галерее и Художественном музее М.В. Нестерова.

##### Семья
Жена Арсланова — солистка оперы,  народная артистка Российской Федерации и Республики Башкортостан Магафура Галиулловна Салигаскарова.
Сын,  Арсланов, Рифхат Мухамедович, (1946 г.р.) пошёл по стопам отца. В 1978 году окончил театрально-декорационное отделение Художественного института им. В. И. Сурикова в Москве и уже тридцать лет работает главным художником оперного театра в Уфе. Он является профессором Уфимской государственной академии искусств имени Загира Исмагилова. Картины Рифката Арсланова, экспонировались в Финляндии, Чехословакии, Югославии, Польше, Германии, Франции, Испании, США. Часть работ хранится в российских музеях и зарубежных частных коллекциях.
Внуки Арсланова М. Н., Диана Арсланова и Амелия Арсланова тоже художники,Арсланов Оскар архитектор.
Арсланов М. Н. написал мемуары о своей жизни.

## Творчество
Творчество Арсланова включает в себя эскизы и оформление драматических спектаклей:
- Спектакль «Сакмар», к. гуашь, 1936.
- Спектакль «Любовь Яровая», к. гуашь, 1936.
- Спектакль «Бронепоезд 14-69», к. гуашь, 1936.
- Спектакль «Карагул», к. гуашь, 1937.
- Драма А. С. Пушкина «Борис Годунов», к. гуашь, 1937.
- Драма «Салават», к. гуашь, 1938.

Оперы, балеты
- Опера Н. Жиганова «Алтынчеч», к. гуашь, 1946.
- Опера П. И. Чайковского «Мазепа», к. гуашь.
- Балет П. И. Чайковского «Лебединое озеро», бум. гуашь, 1947.
- Опера А. Г. Рубинштейна «Демон», к. гуашь, 1948.
- Опера А. П. Бородина «Князь Игорь», к. гуашь, 1951.
- Опера М. И. Глинки «Иван Сусанин», к. гуашь, 1952.
- Опера Н. Пейко «Айхлу», к. гуашь, 1953.
- Балет Л. Степанова «Журавлиная песнь», бум. гуашь, 1953, 1977.
- Балет X. Ахметова и Н. Сабитова «Горный орел», к. гуашь, 1959.
- Опера Д. Верди «Отелло», к. гуашь, 1962.
- Опера 3. Исмагилова «Шаура», к. гуашь, 1963.
- Балет А. Чугаева и X. Заимова «Черноликие», к. гуашь, 1965.
- Опера Ж. Бизе «Кармен», к. гуашь, 1965.
- Драма М. Карима «В ночь лунного затмения», к. гуашь, 1966, театр им. Хамзы.
- Опера Д. Верди «Аида», к. гуашь, 1967.
- Балет Н. Сабитова «Люблю тебя, жизнь», к. гуашь, 1967.
- Балет Ф. Яруллина «Шурале», к. гуашь, 1969.
- Опера 3. Исмагилова «Салават Юлаев», бум. гуашь, 1969, 1977.
- Балет Н. Сабитова «Страна Айгуль», к. гуашь, 1970.
- Опера 3. Исмагилова «Волны Агидели», к. гуашь, 1970.
- Опера М. П. Мусоргского «Борис Годунов», к. гуашь, 1970.
- Опера Д. Верди «Риголетто», 1970, 1973.
- Опера Тулубаева «Биржан и Сара», к. гуашь, 1972.
- Опера А. Спадавеккиа и X. Заимова «Акбузат», к. гуашь, 1974.
- Спектакль «Бай и батрак», к. гуашь, 1976.
- Драма А. К. Толстого «Царь Федор Иоаннович», к. гуашь, 1977—1978.
- Опера Р. Муртазина «Дауыл» («Буря»), к. гуашь, 1978.

Всего им оформлено около двухсот пятидесяти спектаклей

## Выставки
- Республиканские, Уфа, с 1937 г. на всех, кроме молодёжных.
- Декадные выставки произведений художников БАССР, Москва, 1955; Москва, Ленинград, 1969.
- Зональные выставки «Урал социалистический»: Свердловск, 1964; Пермь, 1967; Челябинск, 1969; Уфа, 1974.
- Выставка произведений художников 3-х зон, Москва, 1971.
- Выставка произведений художников БАССР, посвящённая 100-летию со дня рождения В. И. Ленина, Ульяновск, 1970.
- Выставка произведений художников автономных республик РСФСР, Москва, 1971.
- Всероссийская выставка работ театральных художников. Москва, 1957.
- Выставка «Советская Россия», Москва, 1960.
- Выставка «Советский театр 1917—58», Москва, 1958.
- Всероссийская выставка работ театральных художников, Казань, 1961.
- Всероссийская выставка работ художников театра и кино, Уфа, 1961.
- Всероссийская выставка, посвящённая Всероссийской конференции художников театра, Москва, 1961.
- Всесоюзная выставка работ художников театра и кино, Москва, 1956.
- Всесоюзная выставка, посвящённая 40-летию Великого Октября, Москва, 1957.
- Выставка «Художники театра и кино», Ленинград, 1974.
- Выставка «Советская Россия-5», Москва, 1975.
- Всесоюзная выставка «Слава труду», Москва, 1976.
- Выставка достижений советского театрального искусства, Венгрия, Будапешт, 1957.
- Выставка «Советский театр», Чехословакия, Прага, Братислава, 1957.
- Выставка «Советский театр», Польша, Варшава, 1957. Выставка «Советский театр», ГДР, Берлин, 1957.
- Выставка «Советский театр», Румыния, Бухарест, 1957.
- Выставка произведений башкирского искусства, ГДР, г. Галле, 1975.

## Награды и премии
- Орден Трудового Красного Знамени, 1955
- Орден Трудового Красного Знамени, 1971
- Медаль «За доблестный труд в Великой Отечественной войне 1941—1945 гг.», 1945
- Медаль ВДНХ за эскизы декораций к балету Степанова и 3. Исмагилова «Журавлиная песнь», 1968
- Медаль «За доблестный труд в ознаменование 100-летия со дня рождения В. И. Ленина», 1970
- Лауреат премии имени Салавата Юлаева, 1973
- Диплом 1-й степени «За выдающиеся достижения во Всероссийском смотре спектаклей в ознаменование 50-летия Великой Октябрьской социалистической революции», 1967
- Диплом 2-й степени Всесоюзного конкурса за создание новых музыкальных спектаклей в ознаменование 50-летия Великой Октябрьской социалистической революции, 1968
- Диплом 1-й степени за творческие успехи и участие во Всероссийском фестивале спектаклей музыкальных театров, посвящённом 100-летию со дня рождения В. И. Ленина
- Народный художник РСФСР, 1980
- Народный художник Башкирской АССР, 1968
- Заслуженный деятель искусств РСФСР, 1954
- Заслуженный деятель искусств Башкирской АССР, 1943